# Chemisches Präkonzept
Chemische Präkonzepte (auch genannt: Schülervorstellungen, Lernendenvorstellungen) sind Präkonzepte, welche Phänomene im Bereich der Chemie erklären sollen. Genauer sind chemische Präkonzepte Vorstellungen der Lernenden, die im Zusammenhang zum Fach Chemie stehen, welche die Lernenden im Laufe ihres Lebens bzw. Lernens gesammelt haben und die sich zur Erklärung ihrer persönlichen Lebenswelt bewährt haben. Diese Vorstellungen entsprechen aber meist nicht der naturwissenschaftlichen Sichtweise, weswegen sie auch fehlerhafte Präkonzepte bzw. Fehlvorstellungen (englisch scientific misconception) genannt werden. Die Vorstellungen der Lernenden können sich durch eine große Vielfalt in ihrer Ausprägung, Klarheit und Vollständigkeit auszeichnen, wobei sie häufig als zeitlich stabil beschrieben werden oder erst in einer spezifischen Situation spontan entstehen.
In der chemiedidaktischen Diskussion wurden diese Vorstellungen untersucht und dahingehend wurden Gruppen von Präkonzepten bzw. Fehlvorstellungen identifiziert. Diese Untersuchungen wurden meist mit Schülerinnen und Schüler durchgeführt. Die identifizierten Präkonzepte betreffen aber nicht nur Schülerinnen und Schüler, sondern auch Studierende, wie eine Untersuchung von Studierenden ergab.

## Motivation und Entstehung
Die Lernenden beginnen ihren Chemieunterricht und insbesondere ihr chemiebezogenes Studium nicht als unbeschriebenes Blatt (Tabula rasa). Bereits als Kinder entwickeln die Lernenden erste Vorstellungen, die dazu dienen, alltägliche Situationen zu erklären. Diese Vorstellungen basieren auf der Beobachtung von Vorgängen in der Umwelt und dem Umgang mit verschiedenen Materialien, Stoffen oder ähnlichem. Ebenfalls kann eine Ursache für das Auftreten von Präkonzepten die Nutzung unserer Alltagssprache sein, besonders die sprachlichen Bilder darin. Denn die Lernenden wachsen mit dieser Sprache auf und hören Sätze wie: „Das Feuer vernichtet Gegenstände“, „Das Wasser verdunstet und ist weg“, „Die Säure greift das Metall an“ und „Fettflecken werden entfernt und das Fett verschwindet“. Diese Sprache und die damit verbundenen Vorstellungen bringen die Lernenden mit in den Chemieunterricht. Auch die Verwendung missverständlicher Abbildungen in Büchern und anderen Medien kann zur Entstehung oder Verstärkung von fehlerhaften Präkonzepten beitragen. Im Laufe der Jahre werden diese Vorstellungen kontinuierlich an die gemachten Erfahrungen angepasst, was zu einer zunehmenden Bedeutung und Stabilisierung derer führt.
Für Personen, die im Fachgebiet der Chemie lehren, sei es an Schulen oder Hochschulen, ist es daher von großer Bedeutung, die gängigen chemischen Präkonzepte zu kennen, diese bei der Planung der Lehre zu berücksichtigen und in der Lehre aktiv zu thematisieren.

## Typische chemische Präkonzepte

### Stoffe als Eigenschaftsträger
Dieses Präkonzept beschreibt unter anderem die Vorstellung, dass bei chemischen Reaktionen nicht immer neue Stoffe entstehen, sondern nur neue Eigenschaften von den Edukten angenommen werden. Dieses Präkonzept kann mit den folgenden Aussagen veranschaulicht werden: „Das Kupferdach wird grün“, „Das Silber läuft schwarz an“, „Das Eisen rostet“ und „Die Lösung färbt sich blau“. Hierbei erklären sich die Lernenden einen makroskopischen Prozess, z. B. die Veränderung des Aussehens eines Stoffes, damit, dass der an sich Stoff erhalten bleibt und nur sein Aussehen verändert. Anhand von Experimenten kann diese Vorstellung widerlegt werden.
In diesem Zusammenhang taucht auch die Fehlvorstellung auf, dass Lernende makroskopische Stoffeigenschaften auf die submikroskopischen Teilchen eines Stoffes übertragen. Mit dieser Vorstellung werden bspw. Eisenatome als hart, Bleiatome als eher weich und Schwefelatome als gelb charakterisiert.

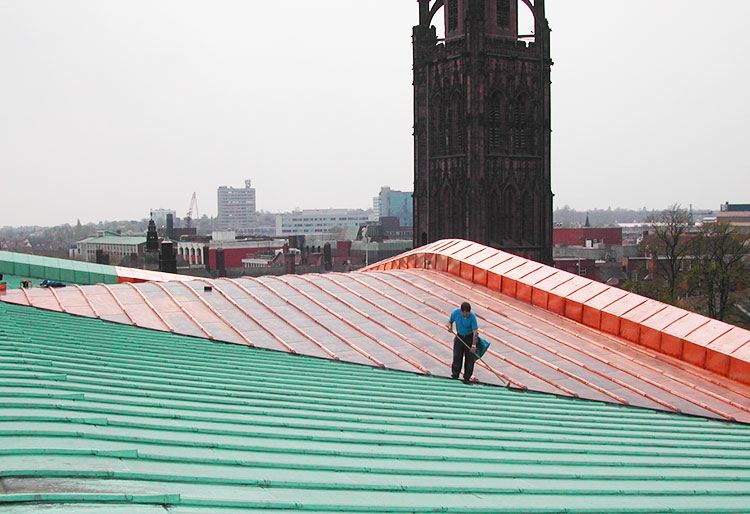
Kupferdach, an dem Kupfer und Kupferoxid sichtbar ist
Farbumschlag einer Lösung

### Aufbau der Materie

Verdunstungsprozess von Wasser, Beispiel für Vermischung von Kontinuum und Diskontinuum

Die antiken Philosophen stritten lange über die Struktur der Materie, ob es kleinste Teilchen gibt (Diskontinuum) oder ob alle Dinge unendlich zerlegbar sind (Kontinuum). Während Demokrit und andere Philosophen die Materie als aus kleinsten, nicht weiter teilbaren Teilchen (altgriechisch ἄτομος átomos „unteilbar“) aufgebaut betrachteten, waren Aristoteles und andere Philosophen von einem kontinuierlichen Aufbau der Materie überzeugt. Dieses Präkonzept beschreibt dahingehend, dass Lernenden der kontinuierliche Aufbau der Materie (Kontinuumshypothese) näher liegt und sie sich diesen vorstellen, um ihre Umgebung zu erklären. So stellen sich die Lernenden auch heute noch die Materie zunächst als kontinuierlich aufgebaut vor, auch wenn sie später die Teilchenvorstellung meist leicht akzeptieren.
Die Vermischung von Kontinuum und Diskontinuum findet sich in vielen modellhaften Darstellungen. Die Abbildung rechts für den Prozess der Verdunstung von Wasser zeigt eine Flüssigkeit, in der Wassermoleküle „schwimmen“. Ebenfalls ist dort ein kontinuierlicher Rand des Gefäßes zu sehen.

### Horror vacui
Bei vielen Lernenden vermischen sich teils die Kontinuums- und Diskontinuumsvorstellung, wobei ihnen insbesondere die Vorstellung vom leeren Raum zwischen den Teilchen Schwierigkeiten bereitet. Diese Schwierigkeit wird als Horror vacui (lateinisch für Scheu vor der Leere) bezeichnet. Deswegen kommt es bei diesem Präkonzept dazu, dass sich die Lernenden keinen leeren Raum zwischen den Teilchen vorstellen können.
Untersuchungen zum Teilchenverständnis bei Lernenden in den USA und in Deutschland haben gezeigt, dass die meisten Schülerinnen und Schüler bzw. Studierenden in Bezug auf Gase die Vorstellung haben, dass sich zwischen den Gasteilchen Luft oder andere Materie befindet. So wurde den Lernenden z. B. ein Experiment zur Verdampfung von Butan gezeigt und sie wurden gefragt: „Wie stellst du dir den Raum zwischen den Teilchen im Butangas vor?“. Einige der Fehlvorstellungen der Lernenden sind im Concept Cartoon rechts dargestellt. Zum Beispiel die Vorstellung, dass sich zwischen den Butanteilchen Luft befinden muss.

### Mischungskonzept

Kupfersulfidsynthese im Teilchenmodell, das Fehlvorstellungen hervorrufen kann

Dieses Präkonzept erklärt, dass chemische Verbindungen nur Mischungen der Elemente sind – also, dass sich Stoffe bei Reaktionen nur vermischen – und suggeriert, dass sie einfach wieder entmischt werden können. Dieses Konzept geht somit nicht davon aus, dass bei einer chemischen Reaktion zwei oder mehr Stoffe miteinander reagieren, chemische Bindungen eingehen und dabei ein anderer Stoff entsteht. Die Verwendung einer falschen oder unsauberen Fachsprache oder die unreflektierte Verwendung von Modellen kann dazu beitragen, diese Vorstellung des Mischungskonzepts zu fördern. Das Teilchenmodell für die Reaktion von Kupferatomen mit Schwefelatomen zu Kupfersulfid (siehe Abbildung rechts) könnte von den Lernenden als reine heterogene Mischung der beiden Edukte verstanden werden.
| unsaubere Formulierung                         | bessere Formulierung                                                                                      |
| ---------------------------------------------- | --- |
| Kupfersulfid enthält Kupfer und Schwefel.      | Kupfersulfid ist eine Verbindung aus den Elementen. Kupfersulfid besteht aus Kupferionen und Sulfidionen. |
| Wasser besteht aus Wasserstoff und Sauerstoff. | Zwei Wasserstoffatome und ein Sauerstoffatom liegen im Wassermolekül chemisch gebunden vor.               |

### Vernichtungskonzept

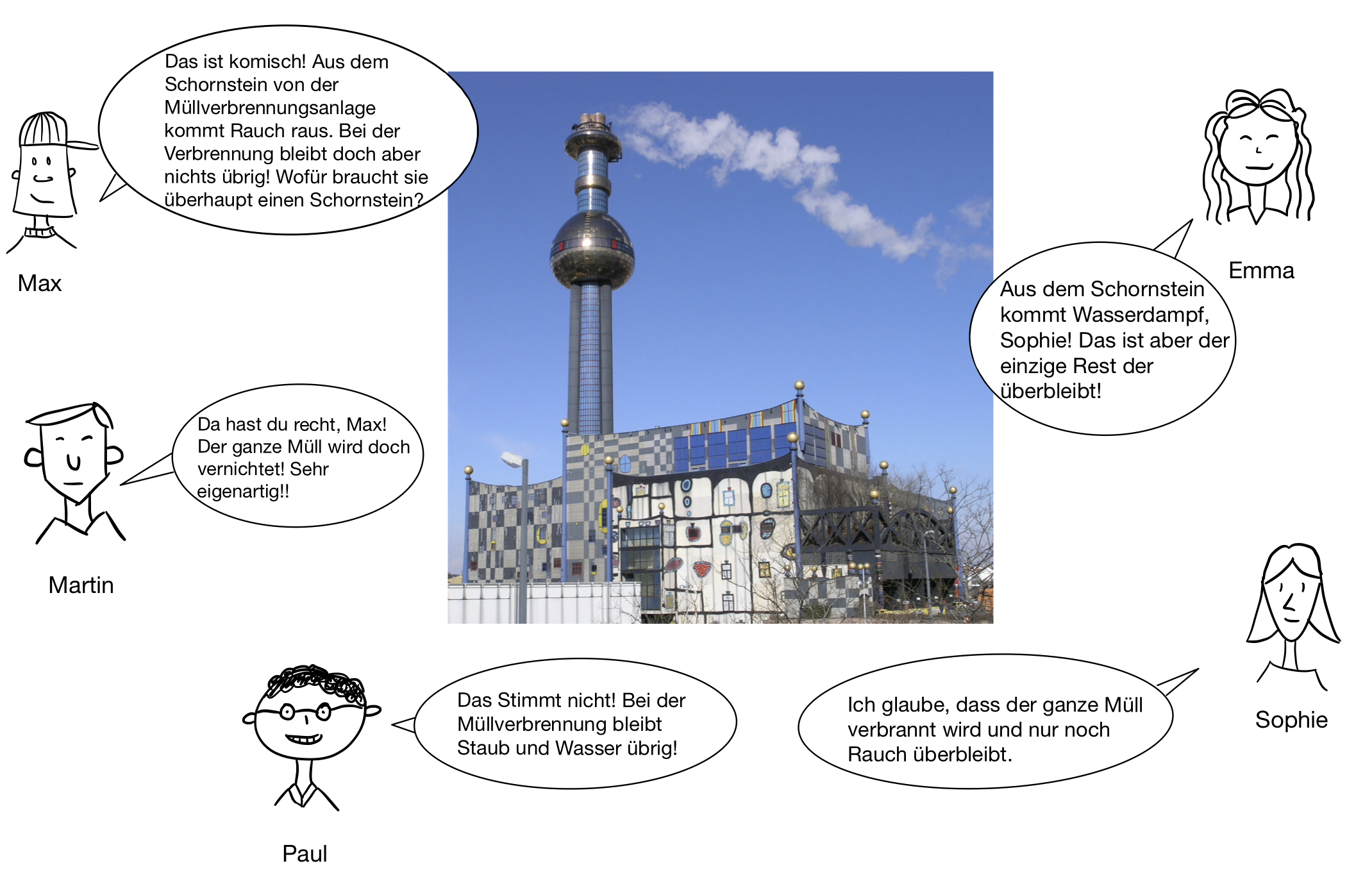
Concept Cartoon, der das Vernichtungskonzept am Beispiel einer Müllverbrennungsanlage darstellt

Das Vernichtungskonzept beschreibt die Vorstellung davon, dass chemische Reaktionen oder physikalische Prozesse (bspw. Aggregatzustandsänderung) Materie vernichten und verschwinden lassen können. Alltägliche Beobachtungen und alltagssprachliche Aussagen können das Vernichtungskonzept untermauern. Nachfolgend sind einige dieser untermauernden alltagssprachlichen Aussagen und Beobachtungen aufgeführt:
- Spiritus oder Benzin verbrennen vollständig,[5]
- Kerzen brennen ab,
- Feuer vernichtet Gegenstände,
- Rost frisst Eisen auf,
- Wasser oder Aceton verdunsten und existieren dann nicht mehr,
- Metalle werden durch Säuren zersetzt und verschwinden für immer oder
- Fettflecken werden entfernt und das Fett verschwindet.

Diese Fehlvorstellung ist darauf zurückzuführen, dass die Produkte der oben genannten chemischen Reaktionen bzw. die Ergebnisse der oben genannten physikalischen Prozesse für die Lernenden nicht unmittelbar sichtbar sind und der Stoff einfach „verschwunden“ ist. Obwohl die makroskopisch sichtbaren Stoffe für das menschliche Auge verschwunden sind, sind die submikroskopischen Teilchen, aus denen sie bestehen, immer noch da; diese Teilchen werden nur umgruppiert oder sind in einem anderen Zustand. Die Kerze, der Spiritus und das Benzin verbrennen mit dem Luftsauerstoff zu u. a. Kohlenstoffdioxid und Wasser, welche gasförmig vorliegen. Verdunstet Wasser oder Aceton, so wird der Aggregatzustand von flüssig zu gasförmig geändert. Die gasförmigen Stoffe können in beiden Fällen nicht mit den Augen wahrgenommen werden. Zink reagiert mit Salzsäure zu Wasserstoffgas und Zinkchlorid, welches gelöst in der Lösung (homogenes Gemisch) vorliegt, weswegen es auch nicht mit den Augen wahrgenommen werden kann. In dem Kontext des Vernichtungskonzepts können z. B. der Massenerhaltungssatz und die Vorgänge auf der submikroskopischen Ebene (siehe Johnstone-Dreieck) thematisiert werden, um diese Vorstellung zu widerlegen.

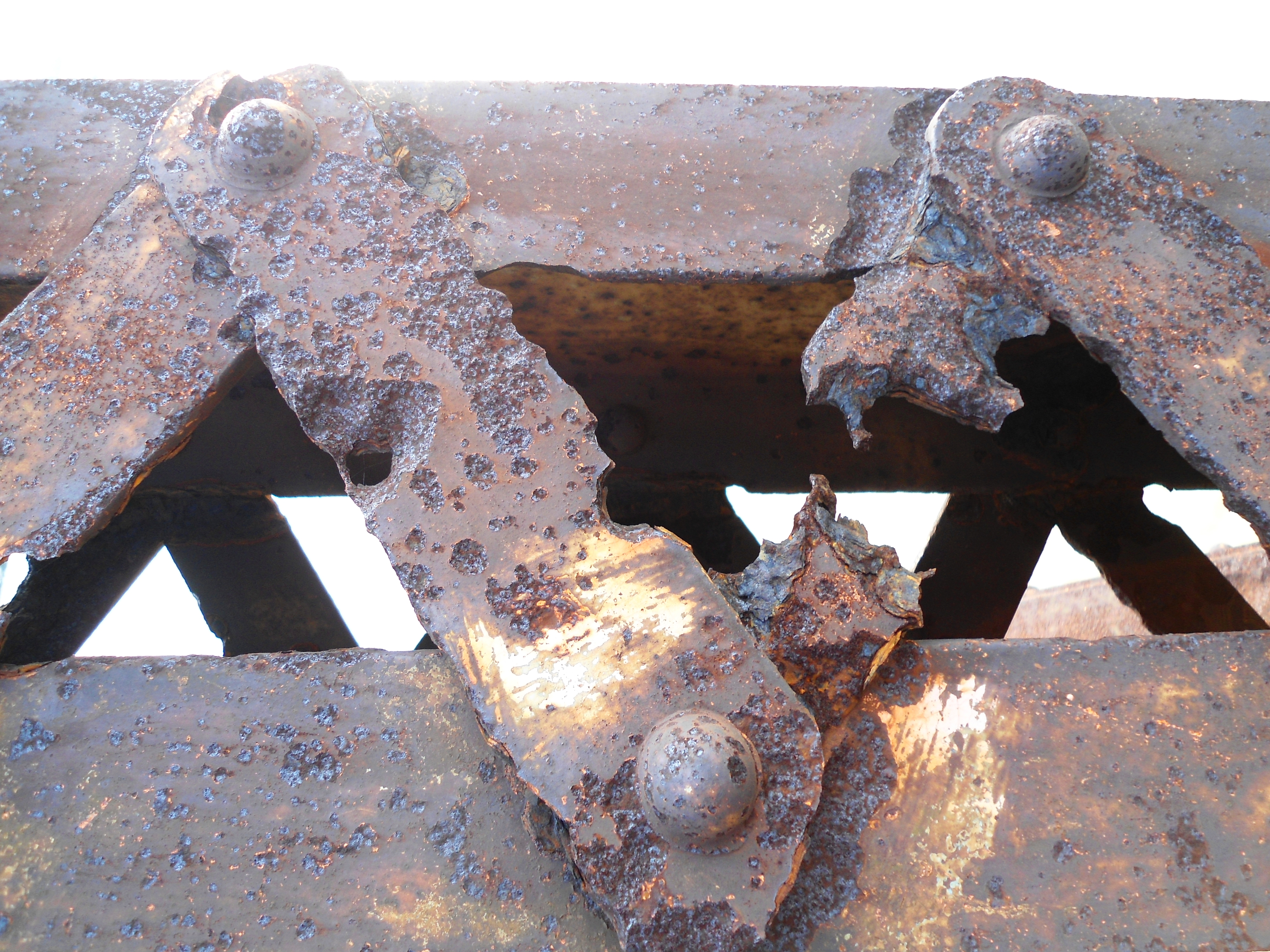
Korrosion an einer Brücke aus Eisen (Brücke „verschwindet“)
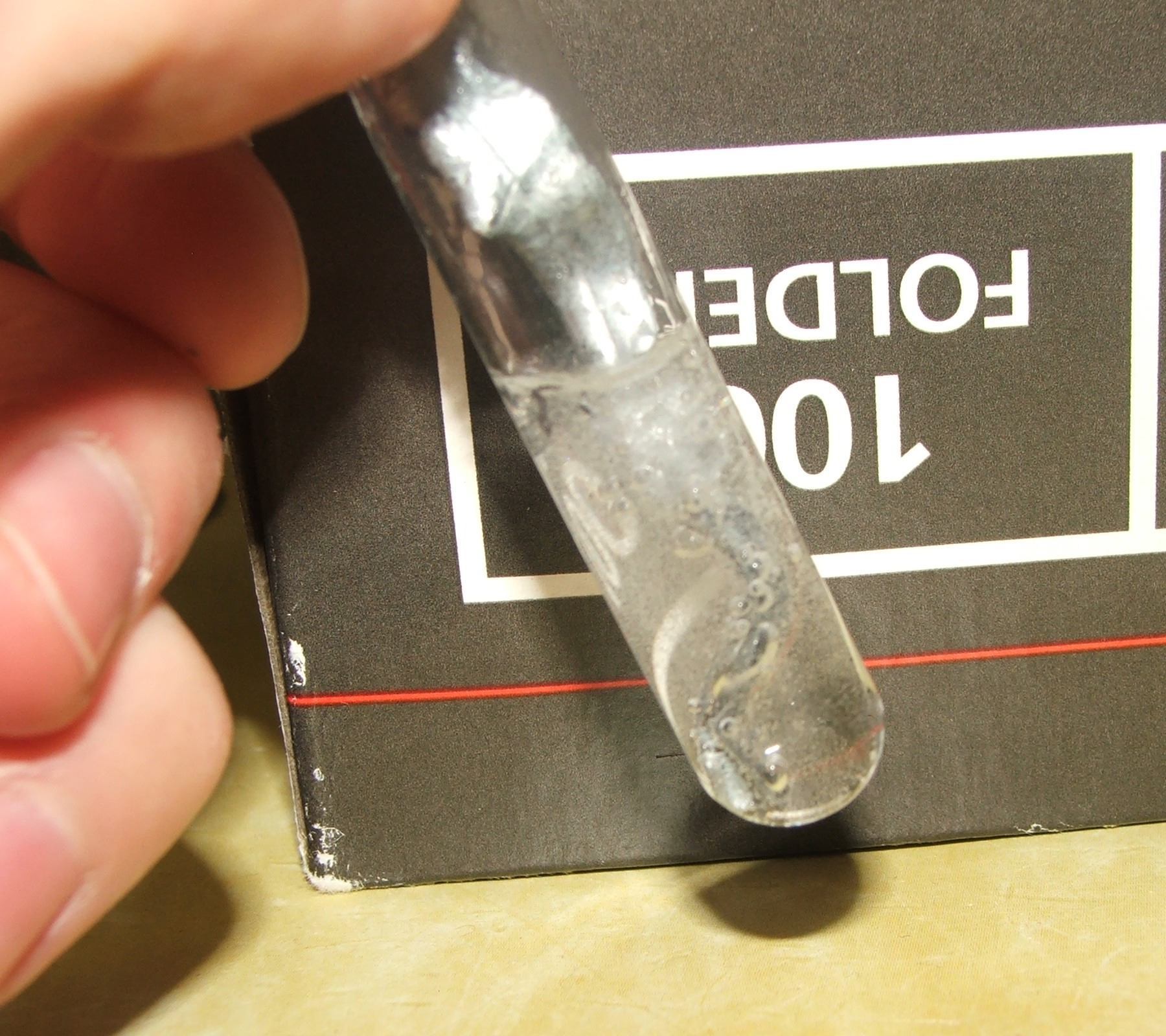
Zink reagiert mit Salzsäure (Zink wird „aufgelöst“)

### Energiekonzept
Bei Lernenden mit dieser Fehlvorstellung liegt eben nicht die Vorstellung vom Energieerhaltungssatz vor. Meist behandeln diese Lernenden Energie als eine Materie oder als Eigenschaft von Stoffen und benennen, dass diese entstehen, übertragen und vergehen kann. Diese Vorstellung kann z. B. durch die typische Verwendung des Wortes Energie im Alltag entstehen. Dort ist oft die Rede davon, dass Energie „verbraucht“, „erzeugt“ und „gespart“ wird oder sie „erneuerbar“, „sauber“, „grün“ oder „schmutzig“ ist. Diese Attribute erwecken bei vielen Lernenden den Eindruck, Energie sei eine Art Material, das produziert und verbraucht werden kann. Dass, als Prinzip der Naturwissenschaften, Energie nur umgewandelt werden kann, bspw. von chemischer Energie in Wärmeenergie (exotherme Reaktion), kann mithilfe verschiedener Experimente gezeigt werden.

### Hausgemachte Präkonzepte
Hausgemachte Präkonzepte sind solche, die von einer Lehrperson selbst bei den Lernenden erschaffen werden. Dies kann bspw. durch den unreflektierten Einsatz von Modellen geschehen oder durch Modifikationen wissenschaftlicher Konzepte im Unterricht (bspw. Erweiterung des Oxidationsbegriffs von Sauerstoffaufnahme zu Elektronenabgabe), die nicht explizit mit den Lernenden besprochen werden.

## Umgang mit Präkonzepten
Häußler und Kollegen präsentierten eine Reihe von allgemeinen Prinzipien für einen Unterricht, der die chemischen Präkonzepte von Lernenden berücksichtigt. Im Folgenden werden vier dieser Empfehlungen dargestellt.
1. Die Perspektive der Lernenden ist zu berücksichtigen und es ist von Bedeutung, dass sie ernst genommen wird.
2. Zudem sind die Präkonzepte der Lernenden zu berücksichtigen.
3. Es ist essenziell, eine aktive Auseinandersetzung mit einem Problem oder Thema anzuregen.
4. Darüber hinaus ist eine Reflexion über das eigene Wissen und den eigenen Lernprozess anzuregen.[4]

## Theoretischer Rahmen
Den theoretischen Rahmen für die Präkonzepte bildet unter anderem die Theorie des Konzeptwandels (englisch conceptual change) und speziell der „Rahmentheorieansatz“ von Stella Vosniadou und der „Kategorisierungsansatz“ von Michelene Chi. Der Rahmentheorieansatz postuliert, dass Lernende neue Informationen auf der Grundlage ihres Vorwissens interpretieren und dass sie aufgrund ihrer Erfahrungen über Erklärungssysteme verfügen, mit denen neue Informationen interpretiert werden. Diese so genannten Rahmentheorien haben sich durch ihre ständige Anwendung und Erweiterung im Alltag bewährt und sind stark vernetzt. Rahmentheorien umfassen, laut Vosniadou, sowohl ontologische als auch epistemologische Überzeugungen. Der Kategorisierungsansatz postuliert, dass Lernende Konzepte in drei Kategorien einteilen: Dinge, Prozesse und mentale Zustände. Dabei ordnen Lernende zumeist Konzepte einer Kategorie zu, die nicht mit der Zuordnung des wissenschaftlichen Konzepts übereinstimmt, was einen Konzeptwandel erforderlich macht. Bei der Interpretation wissenschaftlicher Informationen kann es aufgrund dieser Rahmentheorien und einer unterschiedlichen Kategorisierung zu einem kognitiven Konflikt bei den Lernenden kommen.
Vorstellungen, in denen die makroskopische und die submikroskopische Ebene vermischt werden (siehe Johnstone-Dreieck), wie z. B. die Übertragung von Stoffeigenschaften auf die Teilchen eines Stoffes (z. B. „gelbe Schwefelatome“), können vor dem Hintergrund des Kategorisierungsansatzes als falsche Kategorisierung verstanden werden.